# Аїда (фільм, 2015)
«Аїда» (араб. عايدة) — марокканський драматичний фільм, знятий Дріссом Мріні. Світова прем'єра стрічки відбулась 22 лютого 2015 року на Танжерському кінофестивалі. Фільм був висунутий Марокко на премію «Оскар-2016» у номінації «найкращий фільм іноземною мовою».

## У ролях
- Бельмджахед Абдельхак
- Латефа Агрраре
- Аомар Аззаузі
- Науфісса Бенчегіда
- Маджіда Бенкірейн
- Могомед Чубі